# Sturmgeschütz-Brigade 210
De Sturmgeschütz-Abteilung 210 / Sturmgeschütz-Brigade 210 / Heeres-Sturmgeschütz-Brigade 210 / Heeres-Sturmartillerie-Brigade 210 was tijdens de Tweede Wereldoorlog een Duitse Sturmgeschütz-eenheid van de Wehrmacht ter grootte van een afdeling, uitgerust met gemechaniseerd geschut. Deze eenheid was een zogenaamde Heerestruppe, d.w.z. niet direct toegewezen aan een divisie, maar ressorterend onder een hoger commando, zoals een legerkorps of leger.
Deze Sturmgeschütz-eenheid kwam in actie aan het oostfront gedurende zijn hele bestaan.

## Krijgsgeschiedenis

### Sturmgeschütz-Abteilung 210
Sturmgeschütz-Abteilung 210 werd opgericht in Jüterbog op 10 maart 1941. Medio mei 1941 was de oprichting klaar en vrijwel meteen volgde een verplaatsing naar Strasburg in West-Pruisen. Kort daarna volgde een verplaatsing naar Suwałki. Op 22 juni 1941 ging de Abteilung samen met de 256e Infanteriedivisie de Sovjetgrens over. Al snel lukte het de Abteilung de Brest-pocket te sluiten en daarna werd de Smolensk-pocket gesloten samen met de 6e en 7e Pantserdivisie. Samen met opnieuw de 256e Infanteriedivisie werd deelgenomen aan de slag om Velikieje Loeki. In oktober volgden de omsingelingsslagen rond Vjazma en Brjansk en daarna de verdere opmars naar Moskou. In december begon de terugtocht en defensieve slagen, die de Abteilung ook deels als infanterie moest uitvechten. Van januari tot maart 1942 vocht de Abteilung rond Novodugino. In april werd de Abteilung teruggetrokken van het front en opgefrist in Cherven bij Minsk. In juli volgde een verplaatsing naar de zuidelijke sector van het oostfront. De frontdoorbraak volgde bij Stalino en daarna een opmars richting Rostov en vervolgens de Kaukasus in. De Abteilung onderscheidde zich met name bij de inname van Novorossiejsk en vocht daarna onder de 97e Jägerdivisie en de 1e Bergdivisie in de Kaukasus. In de late herfst gingen de gevechten over in een stellingenoorlog. In januari volgde de terugtocht uit de Kauaksus. Zonder materieel stak de Abteilung naar de Krim over, waarna een inzet volgde in de Mioesstelling, die met zeer zware verliezen gepaard ging. Via Stalino volgde een terugtocht naar Nikopol en verder tot aan Stanislau. Op 19 december 1943 werd de Abteilung toegevoegd aan de 257e Infanteridivisie bij het 1e Pantserleger.
Op 14 februari 1944 werd de Abteilung omgedoopt in Sturmgeschütz-Brigade 210.

### Sturmgeschütz-Brigade 210
De omdoping in Sturmgeschütz-Brigade betekende echter geen organisatorische verandering, de samenstelling bleef gelijk. De brigade werd samen met het 1e Pantserleger ingesloten in de pocket van Kamjanets-Podilsky en had een belangrijk aandeel in de uitbraak.
Op 10 juli 1944 werd de brigade omgedoopt in Heeres-Sturmgeschütz-Brigade 210.

### Heeres-Sturmgeschütz-Brigade 210
De omdoping in Sturmgeschütz-Brigade betekende echter geen organisatorische verandering, de samenstelling bleef gelijk. In augustus 1944 vocht de brigade in de Weichsel-boog en daarna ging het terug naar het Baranow-bruggenhoofd. Daar werd de brigade medio januari 1945 volkomen vernietigd.
Uit de resten van de Sturmgeschütz-Brigades 201, 322 en 210 werd de brigade opnieuw opgericht. De nieuwe brigade werd tegen 3 februari 1945 naar Angermünde verplaatst en enkele dagen later naar Schwedt/Oder en vervolgens ingezet in het bruggenhoofd op de oostoever van de Oder bij Johannisgrund. Daarna werd de brigade ingezet tegen het Sovjet bruggenhoofd bij Küstrin, maar die aanval werd in zwaar Sovjet vuur gesmoord. Begin maart ging de brigade naar Stettin, waar deelgenomen werd aan de defensie van de stad. Eind maart ging het dan weer naar Schwedt, waar de brigade onder bevel kwam van de 547e Volksgrenadierdivisie.
Op 4 april 1945 werd de brigade omgedoopt in Heeres-Sturmartillerie-Brigade 210.

### Heeres-Sturmartillerie-Brigade 210
Hiervoor kreeg de brigade een Begleit-Grenadier-Batterie toebedeeld. Na het begin van de Sovjet-aanval op Berlijn werd de brigade tot de terugtocht gedwongen en via Neustrelitz en Crivitz kwam de brigade terug naar Hagenow.

### Einde
De Heeres-Sturmartillerie-Brigade 210 capituleerde begin mei 1945 aan Amerikaanse troepen bij Hagenow.

## Samenstelling
- Staf
- 1e Batterij
- 2e Batterij
- 3e Batterij
- Begleit-Grenadier-Batterie, ofwel een compagnie begeleidingssoldaten, vanaf april 1945

## Commandanten
| Rang                  | Naam                  | Begin         | Eind            |
| --------------------- | --------------------- | ------------- | --------------- |
| Hauptmann later Major | Schlawe               | 10 maart 1941 | juli 1943       |
| Major                 | Herbert Sichelschmidt | 8 juli 1943   | 27 juni 1944    |
| Hauptmann             | Peter Nebel           | 18 juli 1944  | 31 januari 1945 |
| Major                 | Dietrich Langél       | januari 1945  | 1945            |
| Hauptmann             | Helmet Bock           | 1 april 1945  | april 1945      |
| Oberleutnant          | Althoff               | april 1945    | 1945            |
| Oberleutnant          | Randzio               | mei 1945      | begin mei 1945  |

Major Sichelschmidt staat als commandant tot 27 juni 1944, maar staat als gesneuveld op 17 juli 1944. Sichelschmidt was gewond en stierf pas twee weken later in Hauptverbandplatz Sokal. Hauptmann Bock viel zwaar gewond aan zijn nek uit. De twee laatste Oberleutnanten waren slechts waarnemend commandant.